# الدبرا
الدبرا (انگلیسی: Aldabra) دومین آب‌سنگ حلقوی مرجانی بزرگ جهان است. این مکان در مجمع‌الجزایر الدبرا در اقیانوس هند واقع شده‌است که خود بخشی از جزایر بیرونی سیشل هستند.